# 盧克·格林班克
盧克·格林班克（英語：Luke Greenbank，1997年9月17日—）是英國的一位游泳運動員。他在2015年歐洲運動會上獲得了男子100米、200米兩枚仰泳項目的金牌。同年他還參加了FINA世界少年游泳錦標賽。